# ツツミ
株式会社ツツミは、埼玉県蕨市に本社を置く宝飾品・貴金属企業。売上内訳高は小売が9割、卸売が1割である。東京証券取引所スタンダード市場上場。

## 沿革
- 1973年 - 株式会社堤貴金属工芸設立。
- 1988年 - 現在の社名に変更。
- 1991年 - 株式を店頭公開。
- 1994年 - 東京証券取引所市場第二部に鞍替え。
- 1996年 - 東京証券取引所市場第一部に指定替え。
- 2000年 - 財団法人ツツミ奨学財団を設立。
- 2012年 - ダイヤモンドの輸入量18年連続日本一。
- 2013年 - INDIA GEM AND JEWELLERY AWARDS『Special Award to Foreign Buyers』受賞
- 2015年 - 『Blessed Rain』『Pure Planets』のブランドを立ち上げる。
- 2017年 - これまでに世界25カ国と信頼関係を結び、買い付けを続けている。